# 熊培云
熊培云（1973年1月28日—），江西九江人，毕业于南开大学、巴黎大学，任教于南开大学。著名自由撰稿人、公共知识分子。2018年七月被赵思乐指控性骚扰。

## 生平
1973年，熊培云出生在江西省永修县，毕业于南开大学、巴黎大学，主修历史学、法学、传播学与文学。
曾驻巴黎，任《南风窗》驻欧洲记者，兼国内若干影响力媒体专栏作家及社论作者，《新京报》首席评论员。东京大学客座研究员，牛津大学访问学者，广西师范大学出版社“理想国译丛”创始主编委员，京东文学奖评委。
2018年七月被赵思乐指控在2012年立人大学游学期间进行性骚扰。

## 作品
- . 北京市: 新星出版社. 2011: 300. ISBN 9787513301329.
- . 北京市: 新星出版社. 2011: 505. ISBN 9787513304139.
- . 北京市: 新星出版社. 2012: 314. ISBN 9787513307352.
- . 北京市: 新星出版社. 2011: 415. ISBN 9787513302500.
- . 北京市: 新星出版社. 2012. ISBN 9787513306829.

## 奖项
| 年份   | 作品             | 奖项                                                  | 是否得奖 | 备注  |
| ------ | ---------------- | ----------------------------------------------------- | -------- | ----- |
| 2010年 | 《重新发现社会》 | 第六届国家图书馆文津图书奖 《新周刊》2010年度图书大奖 | 獲獎     | [ 1 ] |